# Benfica (Luanda)
Benfica é um distrito urbano e comuna angolana que se localiza na província de Luanda, pertencente ao município de Talatona.
Em Benfica localiza-se o Mercado de Benfica, conhecido por ser um dos melhores locais para comprar quadros, esculturas e produtos tradicionais.
Anteriormente foi um bairro e comuna do município da Samba